# Елктон (Мериленд)
Елктон (енгл. Elkton) град је у америчкој савезној држави Мериленд.

## Демографија
По попису из 2010. године број становника је 15.443, што је 3.55 (29,8%) становника више него 2000. године.
| Група             | 2000.          | 2010.          |
| Белци             | 10.014 (84,2%) | 11.306 (73,2%) |
| Афроамериканци    | 1.146 (9,6%)   | 2.337 (15,1%)  |
| Азијати           | 139 (1,2%)     | 407 (2,6%)     |
| Хиспаноамериканци | 353 (3,0%)     | 913 (5,9%)     |
| Укупно            | 11.893         | 15.443         |